# 杨曼
杨曼（1995年11月2日—），中国女子足球运动员。她曾随中国国家队参加了2016年夏季奥运会及2020年夏季奥运会女子足球比赛，其中2016年奥运会晋级八强，2020年奥运会则止步小组赛。